# Liubov Brulétova
Liubov Brulétova   (Ivànovo, 17 de setembre de 1973) és una judoka russa, ja retirada, que va competir durant les dècades de 1990 i 2000.
El 2000 va prendre part en els Jocs Olímpics d'Estiu de Sydney, on guanyà la medalla de plata en la competició del pes extra lleuger del programa d'judo en perdre la final contra la japonesa Ryoko Tamura. Quatre anys més tard, als Jocs d'Atenes, quedà eliminada en la segona ronda en la mateixa prova.
En el seu palmarès també destaquen una medalla d'or, una de plata i una de bronze al Campionat d'Europa de judo i set campionats nacionals entre d'altres victòries. Un cop retirada passà a exercir d'entrenadora.